# Historia filmu
Historia filmu, czyli dziedziny sztuki uwiecznionej w postaci taśmy filmowej, sięga roku 1895, kiedy odbył się pierwszy publiczny pokaz kinowy przy użyciu kinematografu.

## Geneza
Powstanie filmu wiązało się z odkryciem niedoskonałości ludzkiego wzroku i jego opóźnień w przetwarzaniu obrazu. W związku z tym powstały urządzenia „oszukujące” wzrok, które ciąg szybko zmieniających się nieruchomych obrazków przeobrażały w ruchomy obraz. Najwcześniejsze z nich to camera obscura; w XVIII i XIX w. powstały również takie urządzenia, jak fenakistiskop (1832 r.), zoetrop (1834 r.) i praksinoskop (1877 r.). Owe praktyki dziś zalicza się do wczesnej historii kina i nazywa jej prehistorią. W 1877 r. Hannibal Goodwin opracował taśmę celuloidową, co znacząco przyspieszyło rozwój techniki filmowej. Pierwsze, prymitywne filmy powstały orientacyjnie w latach 1887 i 1888, a ich autorem był francuski wynalazca Louis Le Prince; do innych pionierów sztuki filmowej należeli Max Skladanowsky oraz William Friese-Greene.
Pod koniec XIX w. powstało wiele eksperymentalnych urządzeń do wyświetlania filmów (m.in. kinetoskop autorstwa Thomasa Alvy Edisona z 1891 r.). Na początku XX w., w latach 1900–1915, w Stanach Zjednoczonych i Europie pojawiło się łącznie kilkadziesiąt rodzajów urządzeń do rejestracji i demonstracji filmów ze zsynchronizowanym dźwiękiem. Przykładami mogą być: chronograf (L. Gaumont, 1902 r.), biofon (O. Messter, 1903 r.) i kamerofon (USA, 1908 r.). Przy pomocy tych urządzeń, w Europie (w Niemczech, Francji, Włoszech i Danii) do 1914 r., powstało około 1500 krótkich filmów udźwiękowionych. Wszystkie te próby nie przyniosły jednak ostatecznie rezultatów zadowalających z technicznego punktu widzenia. W latach 1907–1913 kilkadziesiąt takich urządzeń skonstruowano i wprowadzono na rynek amerykański, z takim skutkiem jak w Europie.

## Film niemy (lata 90. XIX wieku – koniec lat 20. XX wieku)

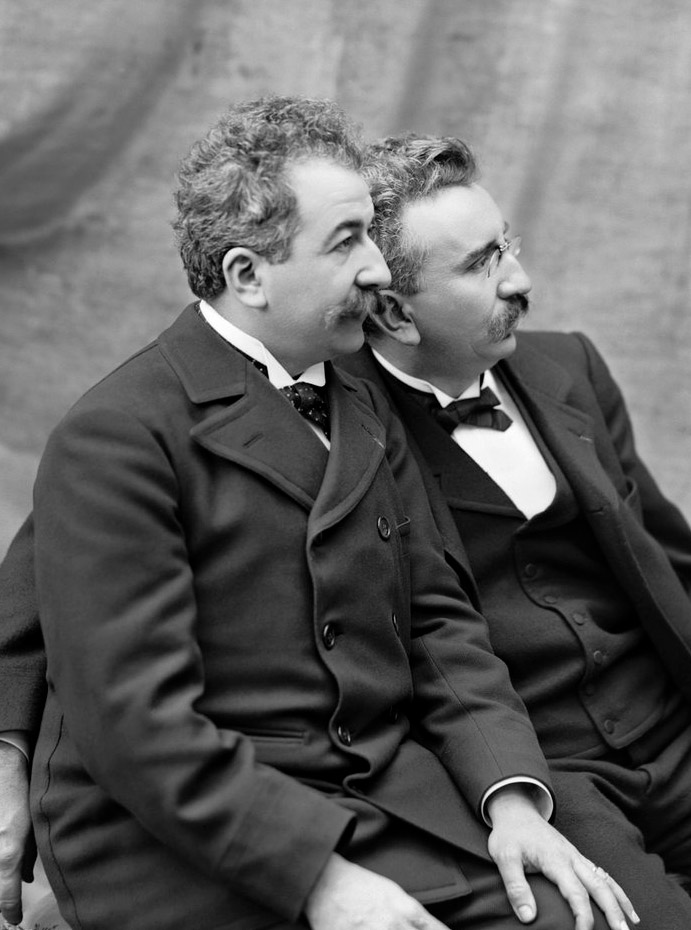
Bracia Lumière, twórcy pierwszego publicznego pokazu kinowego

### Kino atrakcji i kształtowanie się filmu fabularnego (1895–1917)
Za pierwszych twórców w historii kina uznawani są bracia Auguste i Louis Lumière, którzy 13 lutego 1895 roku opatentowali urządzenie zwane kinematografem, a 28 grudnia 1895 roku zorganizowali pierwszy publiczny pokaz filmowy, który odbył się w Paryżu. Wśród ich pierwszych filmów znalazły się dokumentalne Wyjście robotników z fabryki Lumière w Lyonie (1895), pierwsza komedia filmowa Polewacz polany (1895) i Wjazd pociągu na stację w La Ciotat (1896). Choć bracia Lumière uważali, że film nie ma przyszłości jako technologia, szybko stał się on wyrobem komercyjnym – w Stanach Zjednoczonych Edison produkował serię tanich, obliczonych na łatwy sukces produkcji wyświetlanych na jarmarkach (tzw. nickelodeony). Jego napastliwa polityka wobec konkurencyjnych wytwórni filmowych spowodowała przenoszenie produkcji do Kalifornii (Hollywood). Zdegradowaną do jarmarcznej rozrywki sztukę filmową odnowił diametralnie francuski iluzjonista Georges Méliès słynnym dziełem Podróż na księżyc (1902), fantazją naukową z zastosowaniem pierwszych w dziejach kina trików filmowych. Rozwój francuskiej kinematografii doprowadził do powstania wytwórni filmowych Gaumont i Pathé. W USA narodził się specyficzny dla tego państwa gatunek westernu, rozpoczęty filmem Napad na ekspres (1903, reż. Edwin Porter) kręconym w plenerze, o rzetelnym montażu, ze słynną sceną bandyty mierzącego z pistoletu do widowni; tam też powstały pierwsze filmy sensacyjne. Równolegle z rozwojem kina powstawały pierwsze, nieudolne jeszcze i bardzo krótkie, adaptacje sztuk oraz utworów literackich.
Lata 1908–1915 przyniosły powolny zmierzch „kinematografu atrakcji”. W tym samym czasie pojawia się nowe kino, "zintegrowane narracyjnie". Teraz widz miał zaangażować się emocjonalnie w śledzenie ekranowej fabuły. Od roku 1911, kiedy zaczęto budować przestronne kina z dużymi salami projekcyjnymi, widz mógł je oglądać w coraz bardziej komfortowych warunkach.

### Rozwój sztuki filmowej (1915–1930)

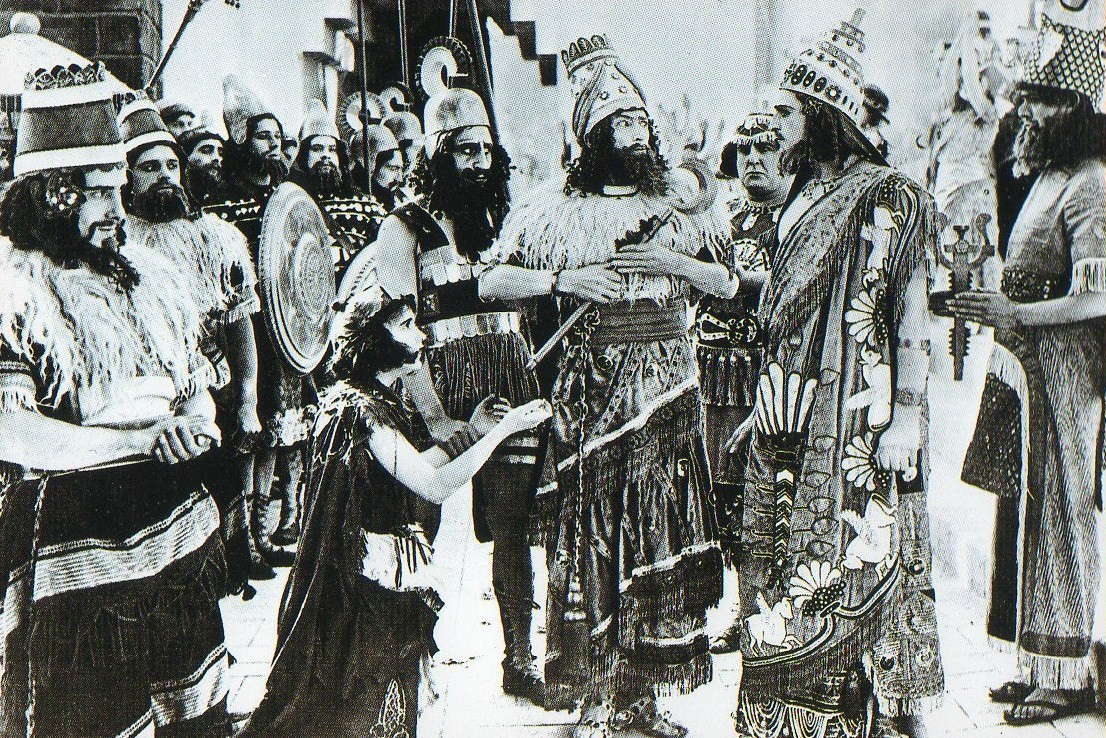
Kadr z filmu Nietolerancja (1916)

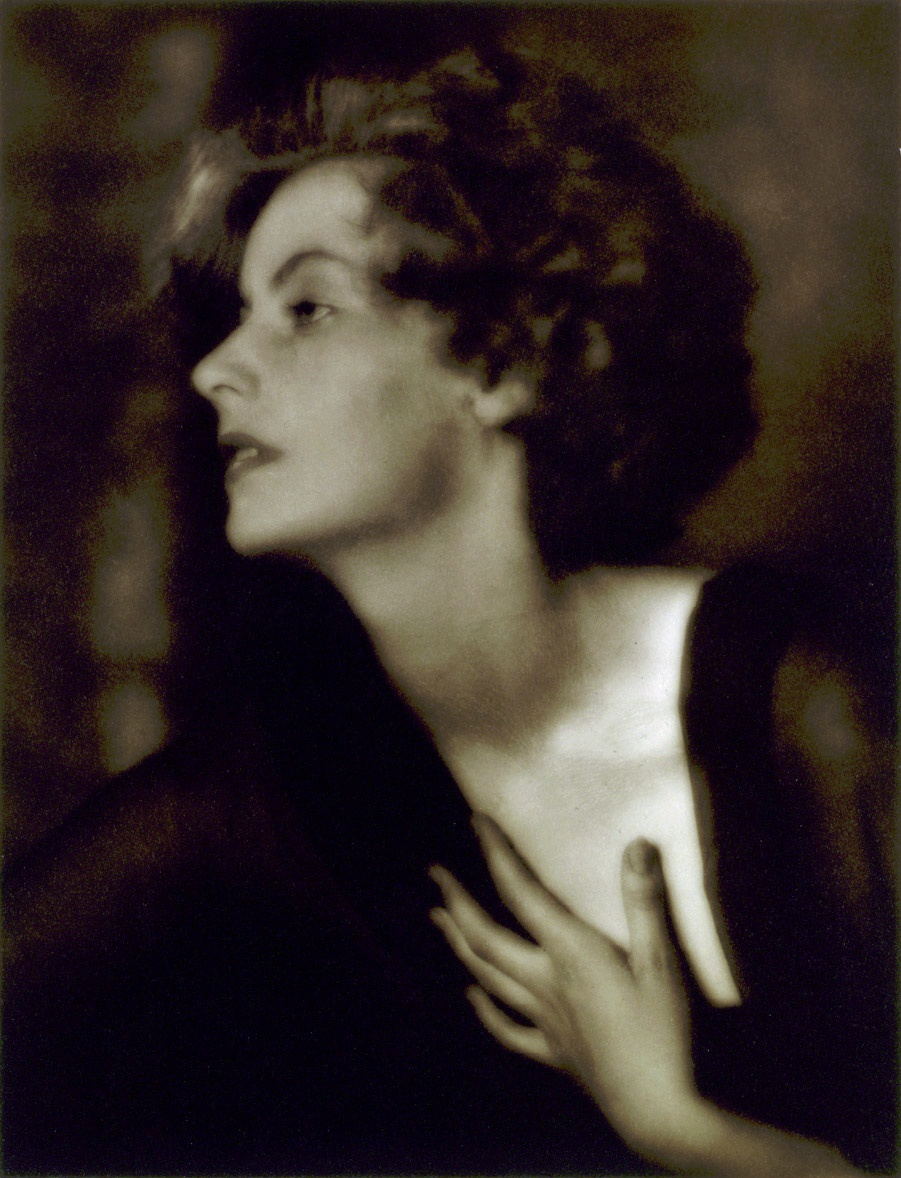
Greta Garbo, jedna z pierwszych gwiazd kina niemego. Została wypromowana w filmie Mauritza Stillera pod tytułem Gdy zmysły grają (1924); potem zrobiła karierę w Hollywood

Przełomem w rozwoju sztuki filmowej okazały się Narodziny narodu (1915) autorstwa Davida Warka Griffitha; po raz pierwszy zastosowano w filmie dynamiczny montaż i spójną narrację, aczkolwiek dzieło Griffitha wzbudziło kontrowersje z powodu rasistowskiej wymowy; reżyser zrehabilitował się autorstwem czteroczęściowej epopei Nietolerancja (1916) o wpływie nienawiści na losy ludzkości. W Niemczech nastąpiły narodziny filmowego ekspresjonizmu, charakterystycznego ze względu na dbałość o stronę estetyczną; wskutek niego powstały arcydzieła takie, jak Gabinet doktora Caligari (1919, reż. Robert Wiene), horror Nosferatu – symfonia grozy (1922, reż. Friedrich Wilhelm Murnau), Doktor Mabuse (1922, reż. Fritz Lang) i Metropolis (1926, reż. Fritz Lang). Równolegle okresy świetności przeżywało kino szwedzkie, ze sztandarowymi produkcjami Skarb rodu Arne (1919, reż. Mauritz Stiller), Furman śmierci (1921, reż. Victor Sjöström) i Czarownice (1922, reż. Benjamin Christensen). Głównym przedstawicielem coraz popularniejszej kinematografii duńskiej został Carl Theodor Dreyer (Męczeństwo Joanny d’Arc, 1928). W Stanach Zjednoczonych przełomu lat 10. i 20. XX wieku powstał specyficzny rodzaj komedii filmowej, zwany burleską, oparty na komizmie sytuacyjnym oraz gagach; najsłynniejszymi twórcami komedii z tego okresu byli Charles Chaplin (Gorączka złota, 1926) i Buster Keaton (Generał, 1926). Prężnie rozrastał się również przemysł filmowy z czołowymi wytwórniami typu Paramount, Twentieth Century-Fox, Metro-Goldwyn-Mayer, Warner Bros. czy RKO Pictures. W ZSRR z kolei tzw. radziecka szkoła montażu doprowadziła do powstania kinematografii rewolucyjnej, przemycającej w mniej lub bardziej bezpośredni sposób propagandę komunistyczną i genezę powstania państwa radzieckiego. Do najbardziej znanych twórców radzieckich lat 20. XX wieku należeli Siergiej Eisenstein (mistrzowsko zmontowany Pancernik Potiomkin, 1926), Wsiewołod Pudowkin (Burza nad Azją, 1927) i Ołeksandr Dowżenko (Ziemia, 1930). Początek lat 20. XX wieku to również czas narodzin reportażu dokumentalnego (Nanuk z Północy, 1922, reż. Robert J. Flaherty; Człowiek z kamerą, 1929, reż. Dziga Wiertow) oraz nurtu surrealistycznego w kinie (Pies andaluzyjski, 1927, reż. Luis Buñuel).
Ciekawym epizodem epoki filmu niemego jest rozwój niemieckiego kina muzycznego. W latach 1914–1929 muzyka była wprawdzie wykonywana na żywo przez śpiewaków i orkiestrę, lecz w ścisłej synchronizacji z obrazem na ekranie kinowym. Polegała ona na wyświetlaniu u dołu ekranu zapisu nutowego, który pozwalał dyrygentowi prowadzić orkiestrę w należytym dla poszczególnych scen tempie.

## Początki filmu dźwiękowego (koniec lat 20. – początek lat 60. XX wieku)

### Stany Zjednoczone (1927–1959)

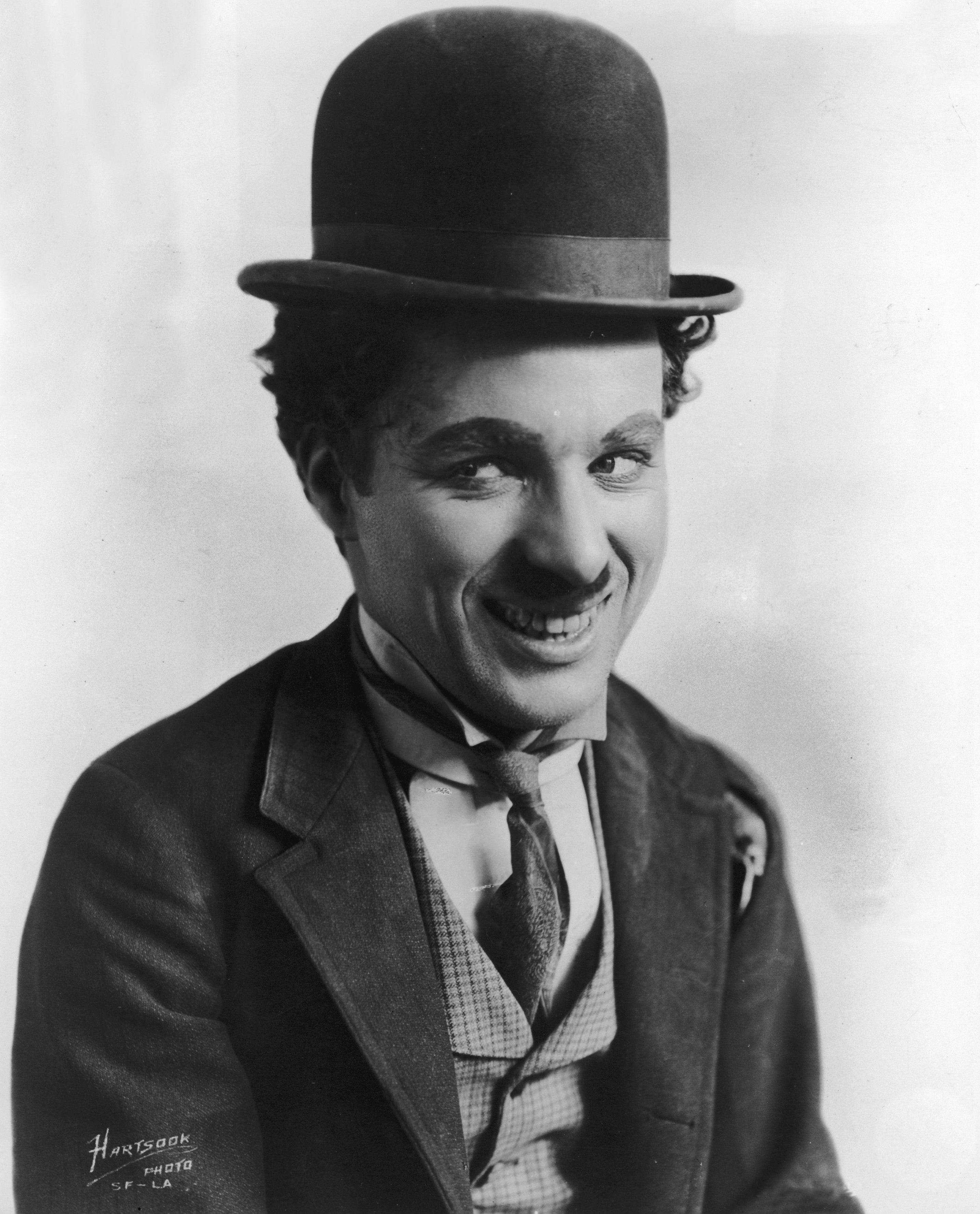
Charles Chaplin, potocznie znany pod przydomkiem Charlie, sławny ze względu na swoją charakterystyczną rolę włóczęgi. Po nadejściu epoki kina dźwiękowego niechętnie wcielał w swoich filmach nową technologię. Pierwszym jego udźwiękowionym dziełem były Dzisiejsze czasy (1936), satyra na nowoczesność

Ukazanie się w USA pierwszego filmu ze ścieżką dźwiękową pod tytułem Śpiewak jazzbandu (1927, reż. Alan Crosland) wzbogaciło film o nowe środki wyrazu. Bardzo szybko wykorzystał je animator Walt Disney, który wyreżyserował pierwszy animowany film dźwiękowy pod nazwą Parowiec Willie (inna nazwa Willie z parowca, 1928). Popularność Śpiewaka jazzbandu wywołała powstanie gatunku filmu muzycznego, którego wczesnymi przedstawicielami były filmy Panowie w cylindrach (1935, reż. Mark Sandrich), Lekkoduch (1936, reż. George Stevens) oraz animowana Królewna Śnieżka i siedmiu krasnoludków (1937, praca zbiorowa). W Stanach Zjednoczonych wykształcił się także gatunek filmu gangsterskiego, którego najsłynniejszymi przedstawicielami były Mały Cezar (1930, reż. Mervyn LeRoy), Człowiek z blizną (1932, reż. Howard Hawks) oraz Aniołowie o brudnych twarzach (1937, reż. Michael Curtiz). Reżyser Frank Capra zainicjował powstanie fabuł zaangażowanych, celujących w amerykański kapitalizm i korupcję (Ich noce, 1934; Pan Smith jedzie do Waszyngtonu, 1938). Swoboda artystyczna twórców w USA była jednak przytłumiona przez wymogi wytwórni filmowych oraz wprowadzenie Kodeksu Haysa. W 1939 r. Victor Fleming stworzył pierwsze arcydzieła używające technologii Technicolor: Przeminęło z wiatrem i Czarnoksiężnik z Oz. Równocześnie wysoką popularność przeżywały horrory oraz kino przygodowe.
Kinematografia amerykańska w latach 40. i 50. XX wieku wkroczyła w złotą erę jako wyznacznik nowych gatunków filmowych. John Ford reaktywował upadający western dynamicznym dziełem Dyliżans (1939). Film Rebeka (1940) autorstwa Alfreda Hitchcocka zainicjował pojawienie się w filmie elementów suspensu, charakterystycznych dla jego późniejszych produkcji (Urzeczona, 1945; Osławiona; 1946, Zawrót głowy, 1958). Narodziny przeżył film noir dzięki produkcji Sokół maltański (1941, reż. John Huston); Orson Welles z kolei stworzył mistrzowskie dzieło Obywatel Kane (1941) o rozbudowanej strukturze narracyjnej i przełomowych środkach artystycznych, zbliżających sztukę filmową do literatury. Słynny okazał się również odnoszący się do II wojny światowej w Europie melodramat Casablanca (1942, reż. Michael Curtiz). Do innych klasycznych produkcji złoty ery Hollywoodu należą dramaty psychologiczne Gasnący płomień (1944, reż. George Cukor) i Bulwar Zachodzącego Słońca (1950, reż. Billy Wilder). W latach 50. XX wieku sławę zdobyli tacy reżyserzy, jak Fred Zinnemann (sławny ze względu na zastosowanie montażu synchronicznego western W samo południe, 1952), Elia Kazan (Na wschód od Edenu, 1955), Stanley Donen (musical Deszczowa piosenka, 1952), Vincente Minnelli (Amerykanin w Paryżu, 1951), Sidney Lumet (Dwunastu gniewnych ludzi, 1958), Billy Wilder (Pół żartem, pół serio, 1959) i William Wyler (Ben-Hur, 1959). Renesans jako gatunek przeżywał western dzięki działalności takich twórców, jak John Ford (Poszukiwacze, 1954), Howard Hawks (Rio Bravo, 1959) i John Sturges (Siedmiu wspaniałych, 1960).
W latach trzydziestych dwudziestego wieku zaczęto zajmować się badaniem wpływu i oddziaływania filmu na psychikę widza. Payne Find, fundacja finansująca badania kina i jego wpływ na dzieci, przeprowadziła w 1933 szeroko zakrojone, profesjonalne badania prowadzone przez sztab socjologów, pedagogów i psychologów. Z opublikowanego dwunastotomowego raportu wynikało, że kino jest psychologicznie nieszkodliwe i nie stanowi konkurencji dla czytelnictwa.

### Europa i Azja (1930–1963)
Tymczasem w Europie, na początku lat 30. XX wieku prym wiodła kinematografia francuska. Szokujący Złoty wiek (1930, reż. Luis Buñuel) wzbogacił sztukę filmową o drastyczne środki wyrazu, stanowiąc wielki traktat przeciwko burżuazji. Rozwinął się we Francji nurt impresjonistyczny, a także realizm poetycki ukazujący życie codzienne w konwencji lirycznej; przedstawicielami tego ostatniego byli René Clair (Pod dachami Paryża, 1930) i Jean Vigo (Atalanta, 1934). Osobny rozdział stanowi twórczość Jeana Renoira (dramat wojenny Towarzysze broni, 1937; Reguły gry, 1939). Kino totalitarnych Niemiec i ZSRR przeżywało z kolei dalszą ideologizację, niekiedy w sztywnej formie (socrealizm radziecki), jednak nie wykluczało to użycia środków artystycznych; przedstawicielami tego typu propagandowej sztuki filmowej byli Leni Riefenstahl (Triumf woli, 1934) i Siergiej Eisenstein (Aleksander Newski, 1938; dylogia Iwan Groźny, 1944).
Po II wojnie światowej rozrachunek z faszyzmem podjęli reżyserzy włoscy, tworząc nurt zwany neorealizmem, cechujący się paradokumentalną formą i naśladowaniem życia codziennego. Głównymi przedstawicielami neorealizmu byli Roberto Rossellini (Rzym, miasto otwarte, 1945; Niemcy – rok zerowy, 1948), Luchino Visconti (Ziemia drży, 1948) i Vittorio De Sica (Złodzieje rowerów, 1945; Cud w Mediolanie, 1950). W Wielkiej Brytanii natomiast Laurence Olivier dokonał wzorcowej adaptacji szekspirowskiej sztuki literackiej, Henryk V (1944); kunsztem reżyserskim wśród reżyserów brytyjskich odznaczali się także Carol Reed (Trzeci człowiek, 1949) i David Lean (Most na rzece Kwai, 1957). We Francji przełomu lat 40. i 50. XX wieku sukcesy odnieśli Marcel Carné (Komedianci, 1945) i Robert Bresson (Dziennik wiejskiego proboszcza, 1951). Innymi wielkimi indywidualnościami lat 50. XX wieku byli Federico Fellini (film drogi La strada, 1954; traktat o życiu artysty Osiem i pół, 1963) i Ingmar Bergman (film metafizyczny Siódma pieczęć, 1956; wnikliwy dramat psychologiczny Tam, gdzie rosną poziomki, 1957).
W latach 50. XX wieku kontynent europejski zaznajomił się z kinematografią azjatycką. Światowy rozgłos zyskał wieloznaczny dramat Rashōmon (1950) w reżyserii Akiry Kurosawy, który swą pozycję reżyserską utrwalił filmem przygodowym Siedmiu samurajów (1954) oraz Tronem we krwi (1957), adaptacją sztuki szekspirowskiej Makbet. Oprócz Kurosawy uznanie w Europie zdobyli Kenji Mizoguchi (Opowieści księżycowe, 1953) i Yasujirō Ozu (Tokijska opowieść, 1953). Wśród filmowców hinduskich wyróżnił się z kolei Satyajit Ray swym dziełem Droga do miasta (1955).

## Nurty „nowej fali” i ruchy kontestacyjne (połowa lat 50. – początek lat 80. XX wieku)

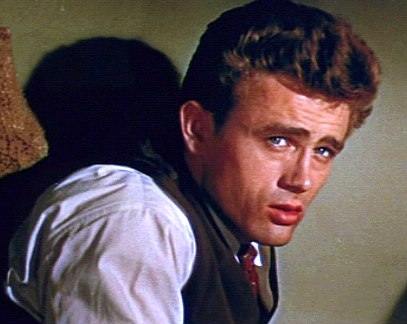
James Dean, symbol buntu w kinie amerykańskim lat 50. XX wieku. Grał głównie role skonfliktowanych ze światem postaci, uosabiając przemiany obyczajowe w Stanach Zjednoczonych

### Nowe kino amerykańskie i jego geneza (1955–1979)
Przemiany obyczajowe w Stanach Zjednoczonych, związane z narodzinami zbuntowanego pokolenia występującego przeciwko mieszczańskiej społeczności, dały o sobie znać w filmie Buntownik bez powodu (1955, reż. Nicholas Ray); młodzi ludzie zostali w nim przedstawieni jako pozostawieni samym sobie, mimo zamożności majątkowej. Na przełomie lat 50. i 60. XX wieku pojawiło się pokolenie twórców występujących przeciwko schematom produkcji hollywoodzkich; niezależny reżyser John Cassavetes stworzył improwizację Cienie (1959), będącą czołowym dziełem nowojorskiej szkoły filmowej; sugestywne dramaty antywojenne wykreował Stanley Kubrick (Ścieżki chwały, 1957; Dr Strangelove, 1964), który zasłynął także z kanonicznego filmu fantastycznonaukowego 2001: Odyseja kosmiczna (1968), zawierającego realistyczne efekty specjalne. Hitchcock coraz śmielej obchodził reguły Kodeksu Haysa, kręcąc drastyczne dreszczowce Psychoza (1960) i Ptaki (1963).
Mimo trwającej popularności tradycyjnych dzieł hollywoodzkich, między innymi My Fair Lady (1964, reż. George Cukor), po 1965 roku ujawnił się wielki ruch kontestacyjny, łamiący filmowe normy obyczajowe. Wyznacznikiem tzw. nowego Hollywood stał się Mike Nichols, którego dzieła Kto się boi Virginii Woolf? (1966) i Absolwent (1967) bezpośrednio doprowadziły do obalenia Kodeksu Haysa. Demaskatorem mitów hollywoodzkich został Robert Altman, autor między innymi antywojennej komedii MASH (1970) odnoszącej się pośrednio do wojny w Wietnamie. Brutalność na niespotykaną dotąd skalę eksploatował Sam Peckinpah w konwencji poetyki przemocy (Dzika banda, 1969). Nowy sposób tworzenia filmów (nowe kino amerykańskie) zaproponował Dennis Hopper hippisowskim w wyrazie, niezależnym dramatem Swobodny jeździec (1969). W latach 70. XX wieku artyści stopniowo zaczęli uniezależniać się od Hollywoodu; wówczas ujawniły się nowe osobowości amerykańskiego kina: Peter Bogdanovich (Ostatni seans filmowy, 1970), Francis Ford Coppola (Ojciec chrzestny, 1972; Rozmowa, 1974), George Roy Hill (Żądło, 1973), Martin Scorsese (studium agresji Taksówkarz, 1976) oraz Woody Allen (komedia intelektualna Annie Hall, 1977; Manhattan, 1979).

### Odwilż w europejskich państwach socjalistycznych (1957–1983)
Osłabienie represji stalinowskich w państwach wschodniej Europy umożliwiło twórcom odejście od sztywnych reguł socrealizmu na rzecz większej swobody twórczej. W ZSRR narodziło się kino odwilżowe, odwołujące się do okrucieństw II wojny światowej, jakkolwiek pozbawione odniesień do terroru stalinowskiego. Jego przedstawicielami byli Michaił Kałatozow (Lecą żurawie, 1958), Grigorij Czuchraj (Ballada o żołnierzu, 1959), Siergiej Bondarczuk (Los człowieka, 1959) i Andriej Tarkowski (Dzieciństwo Iwana, 1962). Bondarczuk zasłynął też pełną rozmachu epopeją Wojna i pokój (1967) na podstawie powieści Lwa Tołstoja, natomiast Tarkowski – dramatem historycznym Andriej Rublow (1966).
W Polsce również nastąpił rozrachunek z latami wojennymi, wskutek którego narodził się nurt zwany polską szkołą filmową; głównymi twórcami z tego okresu byli Andrzej Wajda (Kanał, 1956; Popiół i diament, 1958), Andrzej Munk (Eroica, 1957; Zezowate szczęście; 1960), Jerzy Kawalerowicz (Pociąg, 1959; Matka Joanna od Aniołów, 1960) i Wojciech Jerzy Has (Jak być kochaną, 1963; Rękopis znaleziony w Saragossie, 1964); poza polską szkołą działali też reżyserzy Roman Polański (Nóż w wodzie, 1962) i Jerzy Skolimowski (Rysopis, 1964).
Z kolei w Czechosłowacji pojawiło się zjawisko „nowego kina czechosłowackiego”, polegającego na eksperymentach formalnych bądź wnikliwej krytyce ówczesnego społeczeństwa. Do największych twórców nurtu należeli Miloš Forman (Miłość blondynki, 1965) oraz Jiří Menzel (Pociągi pod specjalnym nadzorem, 1968). Po załamaniu ruchu praskiej wiosny Forman wyemigrował do Stanów Zjednoczonych, gdzie nakręcił – silnie akcentujące swobodę jednostki – filmy, takie jak Lot nad kukułczym gniazdem (1975) i Amadeusz (1984). Na Węgrzech w latach 60. i 70. XX wieku objawili się tacy twórcy, jak Miklós Jancsó (Gwiazdy na czapkach, 1967), Károly Makk (Miłość, 1971), Márta Mészáros (Dziewięć miesięcy, 1976), a w latach 80. XX wieku – István Szabó (Mefisto, 1981).
W 1976 roku narodził się kolejny polski manifest, znany pod nazwą kina moralnego niepokoju, którego celem było demaskowanie wynaturzeń systemu komunistycznego w Polsce i ich wpływu na zwykłego człowieka. Wśród dokonań nurtu znalazły się takie filmy, jak Człowiek z marmuru (1976, reż. Andrzej Wajda), Barwy ochronne (1976, reż. Krzysztof Zanussi), Wodzirej (1977, reż. Feliks Falk) i Amator (1979, reż. Krzysztof Kieślowski). Konsekwencją tego był otwarcie antykomunistyczny film, który uchwycił masowe protesty opozycji tuż przed stanem wojennym, Człowiek z żelaza (1981, reż. Andrzej Wajda). Z kolei w ZSRR wskutek dokonań pieriestrojki gruziński reżyser Tengiz Abuładze nakręcił alegorię antystalinowską Pokuta (1983), zwiastującą załamanie radzieckiego systemu represji.

### Francuska Nowa Fala i jej następstwa w Europie Zachodniej (1958–1979)

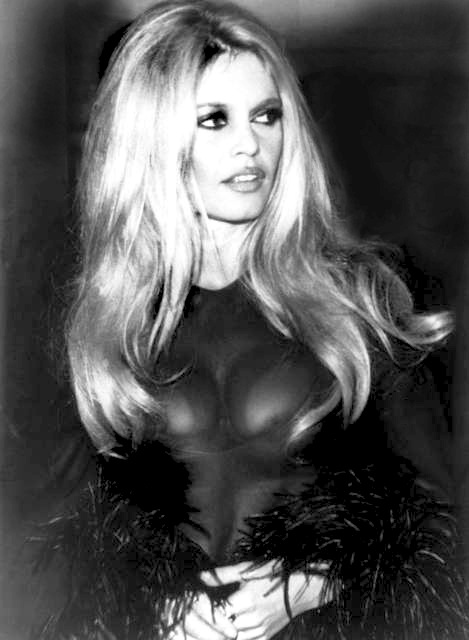
Brigitte Bardot, francuska aktorka będąca symbolem erotyzmu w kinie francuskim. Sławę zdobyła swym śmiałym aktem w filmie I Bóg stworzył kobietę (1956)

Wpływy francuskiego egzystencjalizmu w powojennej Europie Zachodniej spowodowały narastanie nastrojów lewicowych i wystąpienie przeciwko establishmentowi. Głównym wyznacznikiem zmian w zachodnioeuropejskim kinie była francuska Nowa Fala (Nouvelle Vague), której przedstawiciele kładli nacisk na eksperymenty twórcze i zaburzenie tradycyjnej akcji. Do głównych twórców Nowej Fali należeli Claude Chabrol (Piękny Sergiusz, 1958), François Truffaut (Bezustanne tarapaty, 1959), Alain Resnais (Hiroszima, moja miłość, 1959) i Jean-Luc Godard (Do utraty tchu, 1960). W Wielkiej Brytanii powstała z kolei formacja „młodych gniewnych”, inspirowana brytyjskim ruchem dokumentalnym Free Cinema; głównymi jej przedstawicielami byli Karel Reisz (Z soboty na niedzielę, 1960), Tony Richardson (Miłość i gniew, 1959; Samotność długodystansowca, 1962; Tom Jones, 1963), Joseph Losey (Wypadek, 1967; Posłaniec, 1971), Lindsay Anderson (Jeżeli..., 1969) i John Schlesinger (Nocny kowboj, 1969). Buñuel kręcił coraz śmielsze manifesty skierowane przeciwko obłudzie chrześcijaństwa (Viridiana, 1960) i burżuazji (Anioł zagłady, 1962; Dyskretny urok burżuazji, 1972); marksistowską wymowę w swoich dziełach, akcentujących erotyzm i swobodę obyczajową, ukazywał Pier Paolo Pasolini (Medea, 1969; Dekameron, 1971); skandal wywołał śmiały, pełen drastyczności film erotyczny Ostatnie tango w Paryżu (1971, reż. Bernardo Bertolucci). Rezerwę wobec nastrojów lewicowych we Włoszech wykazał Michelangelo Antonioni, podpatrując przemiany obyczajowe w dziele Powiększenie (1966); postępującą brutalizację kina europejskiego Bergman wykorzystał z kolei do ukazania udręki samotności w filmie Szepty i krzyki (1972).
Lata 70. XX wieku w Europie Zachodniej to powrót do tematyki faszyzmu i nazizmu; głównymi filmami podejmujące tę tematykę były Zmierzch bogów (1969, reż. Luchino Visconti), Konformista (1969, reż. Bernardo Bertolucci), Amarcord (1973, reż. Federico Fellini) i Blaszany bębenek (1979, reż. Volker Schlöndorff); Schlöndorff wraz z Wernerem Herzogiem (Zagadka Kaspara Hausera, 1974) i Rainerem Wernerem Fassbinderem (Handlarz czterech pór roku, 1972) odnowił zapomnianą tradycję kinematografii niemieckiej.

### Rozwój kinematografii narodowych (1959–1975)
Francuska Nowa Fala stała się impulsem do rozwoju narodowych kinematografii. Na przełomie lat 50. i 60. XX wieku uznanie zdobyła brazylijska kinematografia za sprawą filmu Czarny Orfeusz (1959, reż. Marcel Camus) oraz realistycznego nurtu Cinemo Novo (między innymi twórczość Glaubera Rochy). W 1964 roku światło dzienne ujrzał grecki film Grek Zorba (reż. Michalis Kakojanis), odwołujący się do lokalnego folkloru. Kinematografię hiszpańską tuż po ustaniu reżimu frankistowskiego rozsławił Carlos Saura dziełem Nakarmić kruki (1975). Z kolei na przełomie lat 70. i 80. XX wieku renesans przeżyło kino australijskie, głównie za sprawą Petera Weira (Piknik pod Wiszącą Skałą, 1975), Freda Schepisi i George’a Millera.

## Kino współczesne (lata 70. XX wieku – współcześnie)
W Stanach Zjednoczonych w połowie lat 70. XX wieku, dzięki wykorzystaniu najnowszych technologii komputerowych i efektów specjalnych, zaistniało zjawisko powstawania licznych produkcji z gatunków fantastyki naukowej i kina przygodowego (Kino Nowej Przygody). Głównymi jego przedstawicielami byli Steven Spielberg (Poszukiwacze zaginionej Arki, 1981; E.T., 1981), George Lucas (Gwiezdne wojny, 1977) i Robert Zemeckis (Powrót do przyszłości, 1985); po załamaniu się „nowego kina amerykańskiego” właśnie wysokobudżetowe produkcje odegrały dużą rolę w kształtowaniu współczesnego Hollywoodu. Główne kino amerykańskie nie rezygnowało jednak ze społecznych ambicji; głównym problemem przełomu lat 70. i 80. XX wieku były rozrachunki ze społecznymi skutkami wojny w Wietnamie. Uznanie zdobyły wówczas obrazy takie, jak Łowca jeleni (1978, reż. Michael Cimino), Czas apokalipsy (1979, reż. Francis Ford Coppola), Ptasiek (1984, reż. Alan Parker) i Pluton (1986, reż. Oliver Stone). Do innych osiągnięć Hollywoodu końca XX wieku należą między innymi Rain Man (1987, reż. Barry Levinson), poruszający problem autyzmu; Tańczący z wilkami (1991, reż. Kevin Costner), rewizjonistyczny western poświęcony zagładzie kultury Indian; Lista Schindlera (1993, reż. Steven Spielberg) – dramat o Holokauście w Europie; a także pełen rozmachu melodramat Titanic (1997, reż. James Cameron). Opozycję do dzieł hollywoodzkich stanowiło kino niezależne, przede wszystkim twórczość Jima Jarmuscha (Inaczej niż w raju, 1984).
W Europie Zachodniej, po zahamowaniu ruchów kontestacyjnych w latach 80. XX wieku, kina narodowe podążyły różnymi torami. Wielka Brytania zasłynęła z produkcji filmów kostiumowych takich, jak Misja (1986, reż. Roland Joffé), Pokój z widokiem (1986, reż. James Ivory) i Ostatni cesarz (1987, reż. Bernardo Bertolucci); tam też po zakończeniu rządów Margaret Thatcher powstało kino proletariackie wymierzone w społeczne skutki neokonserwatywnych reform (między innymi Trainspotting, 1996, reż. Danny Boyle). W Europie kontynentalnej narodził się nurt postmodernistyczny, charakteryzujący się odwołaniami do kultury masowej, wysoką brutalnością czy też mieszaniną różnych stylów i gatunków. Wśród osobowości kina europejskiego ujawnili się wówczas Pedro Almodóvar (Kobiety na skraju załamania nerwowego, 1987), Krzysztof Kieślowski (Dekalog, 1988; trylogia Trzy kolory, 1993–1994), Emir Kusturica (Czas Cyganów, 1988; Underground, 1995) i Peter Greenaway (Księgi Prospera, 1993). Postmodernizm pojawił się równolegle w Stanach Zjednoczonych za sprawą twórczości Davida Lyncha (Dzikość serca, 1990), Quentina Tarantino (Pulp Fiction, 1994) oraz braci Coen (Fargo, 1996). Ostatnim manifestem kina XX wieku była duńska Dogma 95, zainicjowana przez Larsa von Triera i Thomasa Vinterberga, której postulaty w praktyce nie zostały w pełni zrealizowane. Trier zasłynął bardziej ze swoich artystycznych prowokacji Przełamując fale (1996) i Tańcząc w ciemnościach (2001). Spory sukces międzynarodowy odniósł także film Pianista (2002, reż. Roman Polański).
Rozwój kina pociągał za sobą także rozwój technik animacji komputerowej. Pierwszą pełnometrażową animacją wykonaną w całości za pomocą technologii komputerowej było Toy Story (1995, reż. John Lasseter). Animację do rangi sztuki podniósł Hayao Miyazaki filmem W krainie bogów (2001). Pierwszą w historii kina próbę połączenia filmu dokumentalnego z animacją stanowił Walc z Baszirem (2008, reż. Ari Folman) o reperkusjach wojny w Libanie.

### Dalszy rozwój kinematografii narodowych (od 1991)
W latach 90. XX wieku uznanie zdobyli przedstawiciele kolejnych kinematografii. Belgijskie kino zyskało sławę za sprawą twórczości Jaco Van Dormaela (Toto bohater, 1991) i braci Dardenne (Obietnica, 1996); spośród kinematografii azjatyckich wyróżniła się twórczość chińska (Wszyscy albo nikt, 1999, reż. Zhang Yimou; Spragnieni miłości, 2000, reż. Wong Kar-Wai; Przyczajony tygrys, ukryty smok, 2001, reż. Ang Lee) oraz koreańska (Wyspa, 2000, reż. Kim Ki-duk). Popularność zyskali też twórcy irańscy, między innymi Abbas Kiarostami (Pod oliwkami, 1994; Smak wiśni, 1997) i Asghar Farhadi (Co wiesz o Elly?, 2009, Rozstanie, 2011). Wśród nowozelandzkich artystów rozgłos zdobyli Jane Campion (Fortepian, 1993), Lee Tamahori (Tylko instynkt, 1994) oraz Peter Jackson (trylogia Władca Pierścieni, 2001–2003).
Na początku XXI wieku uznanie zdobyła rumuńska nowa fala, podsumowująca skutki społeczne reżimu Nicolae Ceaușescu i transformacji ustrojowej (Śmierć pana Lăzărescu, 2005, reż. Cristi Puiu; 12:08 na wschód od Bukaresztu, 2006, reż. Corneliu Porumboiu; 4 miesiące, 3 tygodnie i 2 dni, 2007, reż. Cristian Mungiu); doceniony został też austriacki reżyser Michael Haneke (Biała wstążka, 2009; Miłość, 2012) oraz węgierski indywidualista Béla Tarr (Szatańskie tango, 1994; Koń turyński, 2011).